# ويلي كولمان
ويلي كولمان (بالألمانية: Willy Cullmann) (و. 1905 – 1992 م) هو عالم نبات، وكاتب عمومي، وكاتب من ألمانيا . ولد في مونراشتات.
توفي في منتون ، عن عمر يناهز 87 عاماً.